# Radu Mironovici
Radu Mironovici (n. 30 iulie 1899, Arbore, Suceava, Austro-Ungaria - azi în România – d. 29 iulie 1979, Țigănești - în prezent Comuna Ciolpani, Ilfov) a fost un politician român, membru fondator al Mișcării Legionare.

## Studii
A absolvit școlile primară și secundară în Austro-Ungaria, întrucât pe atunci Bucovina aparținea monarhiei austro-ungare.
În timpul Primului Război Mondial el a fugit din Austro-Ungaria la Iași, unde s-a înscris la Facultatea de Filologie a Universității locale. Aici l-a cunoscut pe Căpitanul Corneliu Zelea Codreanu și a devenit prietenul și colaboratorul său nedespărțit, încă înainte de înființarea Legiunii.

## Mișcarea Legionară
Avocatul Radu Mironovici a fost unul dintre întemeietorii Legiunii, la 24 iunie 1927, alături de Corneliu Codreanu, și a fost deținut politic în timpul regimului antonescian și al regimului comunist. Împreună cu Codreanu, a fost dat în judecată în legătură cu complotul „celor șapte" împotriva guvernului liberal de atunci. A stat mult timp în prevenție în închisoarea Văcărești.
În timpul represiunii antilegionare declanșate de primul ministru Armand Călinescu, Radu Mironovici a fost arestat și închis în tabăra de concentrare de la Vaslui.
După venirea la putere a Mișcării Legionare în 6 septembrie 1940, la început Radu Mironovici nu a ocupat vreun post oficial. Abia la 28 noiembrie 1940, după conflictul dintre Comandamentul legionar și Colonelul Ștefan Zăvoianu, Prefectul Poliției Capitalei, în urma asasinării deținuților politici de la închisoarea militară Jilava (Masacrul de la Jilava), Mironovici a fost numit succesorul lui în postul de Prefect al Poliției Capitalei. Este prima funcție publică ocupată de el, în perioada 6 septembrie 1940 - 24 ianuarie 1941. În afară de acest post, a mai fost numit și Secretar general al Aviației Civile Române.
Mai târziu, în jurul său s-a constituit un grup, format între alții din Gh. Remontu, Corneliu Vicu Octavian, Toma Simion, care se opunea politicii de colaborare cu comuniștii.
Deși în 1944 Radu Mironovici era lider formal al Gărzii de Fier, nu participa la acțiunile curente ale Mișcării, solicitând însă Comandamentului legionar bani pentru a se întreține.
După Al Doilea Război Mondial a fost arestat și condamnat la muncă silnică pe viață. O parte din detenție a executat-o la Penitenciarul Aiud, unde a devenit foarte religios.
În perioada 1962-1964 a fost unul dintre colaboratorii principali ai comitetului „reeducării". A fost eliberat în 1964 prin Decretul de grațiere 411 a deținuților politici. S-a retras la mănăstirea Țigănești.

## Decesul
Radu Mironovici a decedat în satul Țigănești, la vârsta de 80 de ani.